# Карші-Ханабад (авіабаза)
Карші-Ханабад — військова повітряна база в південно-східному Узбекистані, розташована на схід від Карші. Тут базується 60 окрема бригада змішаної авіації Узбекистанських повітряних сил.

## Історія
З 1954 по 1981 на базі дислокувався 735 бойовий полк військ ППО Радянського союзу. Полк мав на озброєні МіГ-15 (липень 1950–1955), МіГ-17 (1955–1969) та винищувачі Су-9 (1961–1980). В 1981 полк було перейменовано в 735 бойовий бомбардувальний авіаційний полк, а в 1984 в 735 бомбардувальний авіаційний полк. З 1980-84 полк був озброєний МІГ-23М, а з 1984-92 — Су-24. Полк знаходився під підпорядкуванням Повітряних сил Туркестанського військового округу з квітня 1980 до травня 1988, а потім 49 Повітряної армії та 73 Повітряної армії. В результаті змін, що почалися в 19992 полк об'єднаний з іншими військовими підрозділами переформатувався у 60 окрему бригаду змішаної авіації.
У 2001 та 2005 роках Армія Сполучених Штатів, Повітряні Сили та Морські корпуси використовували цю базу, відому під назвою К2 та «Фортеця Свобода», для підтримки місій проти Аль-Каїди в сусідньому Афганістані. Тут базувалася 416 Повітряна експедиційно-операційна група. 29 липня 2005 на тлі напруження стосунків викликаних травневим неспокоєм в країні, Сполучені Штати зобов'язали залишити базу протягом шести місяців. В листопаді 2005 Сполучені Штати покинули станцію.

## Список джерел
1. ↑  Airport information for UTSL [Архівовано 6 серпня 2011 у Wayback Machine.] from DAFIF (effective October 2006)
2. ↑  Інформація про аеропорт Karshi-Khanabad, Uzbekistan (UTSL / KSQ) з сайту Great Circle Mapper. Джерело: DAFIF (на жовтень 2006 р.)
3. ↑  Michael Holm, '735th Bomber Aviation Regiment' [Архівовано 18 березня 2012 у Wayback Machine.], accessed August 2011
4. ↑  US asked to leave Uzbek airbase. BBC News. 30 липня 2005. Архів оригіналу за 18 лютого 2006. Процитовано 16 червня 2014.
5. ↑  Last US plane leaves Uzbek base. BBC News. 21 листопада 2005. Архів оригіналу за 25 листопада 2005. Процитовано 16 червня 2014.
6. ↑  Ceremony to close US military base held in Uzbekistan. RIA Novosti. 21 листопада 2005. Архів оригіналу за 24 травня 2006. Процитовано 16 червня 2014.